# Кокоа північний
Коко́а північний (Xiphorhynchus susurrans) — вид горобцеподібних птахів родини горнерових (Furnariidae). Мешкає в Центральній і Південній Америці.

## Опис
Довжина птаха становить 23 см, вага 37 г. Забарвлення переважно темно-коричневе, голова, шия і груди поцятковані охристими смужками, крила і хвіст руді. Нижня частина тіла оливково-коричнева. Дзьоб тонкий. чорний, дещо вигнутий.

## Підвиди
Виділяють вісім підвидів:

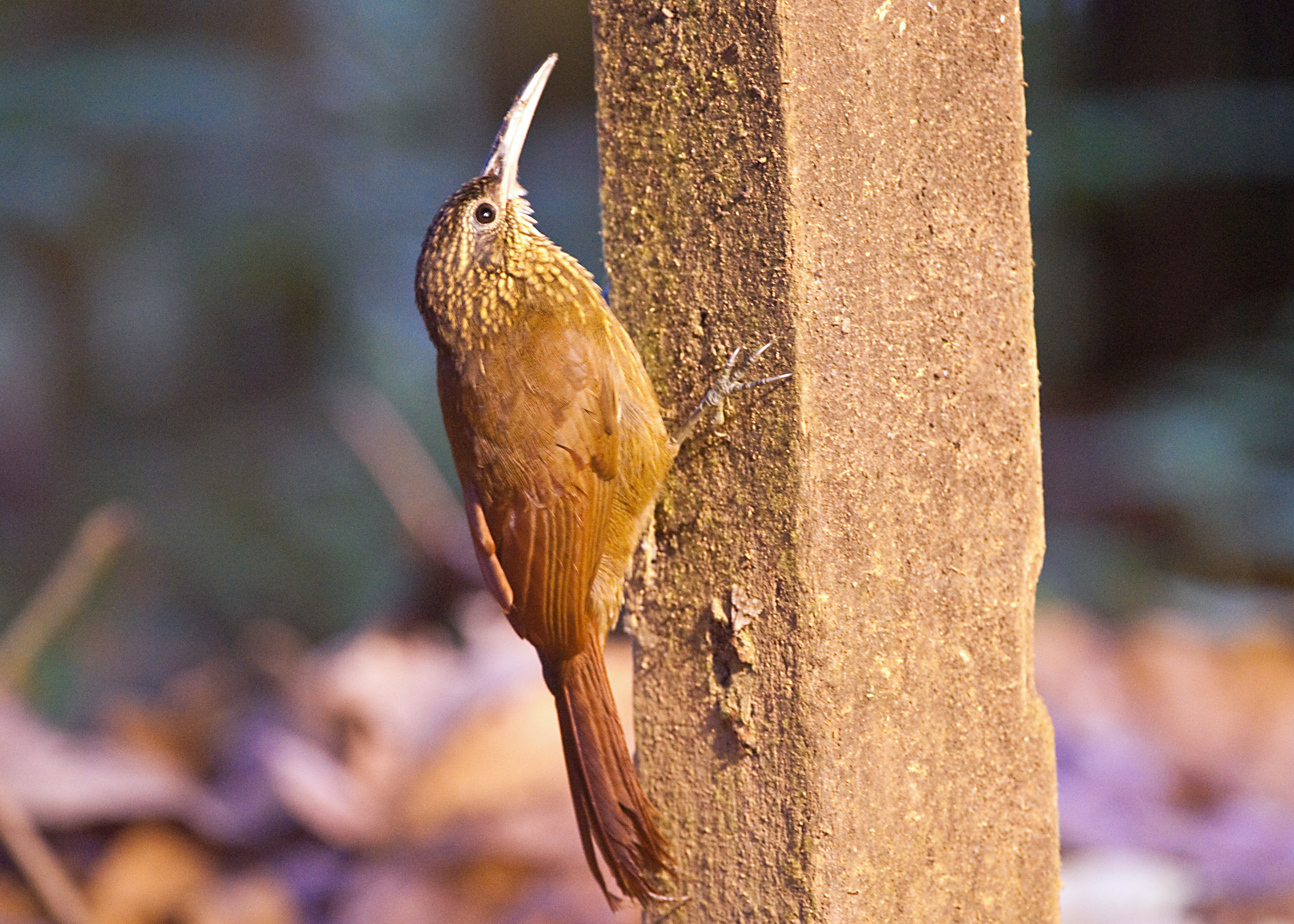
Північний кокоа

- X. s. confinis (Bangs, 1903) — східна Гватемала і північний Гондурас;
- X. s. costaricensis (Ridgway, 1888) — від південно-східного Гондурасу до західної Панами (захід Чирикі, захід Бокасу-дель-Торо);
- X. s. marginatus Griscom, 1927 — Панама (схід Чирикі, Вераґуас, захід півострова Асуеро);
- X. s. nana (Lawrence, 1863) — від східної Панами до північної Колумбії, західної і північної Венесуели;
- X. s. rosenbergi Bangs, 1910 — західна Колумбія (Вальє-дель-Каука);
- X. s. susurrans (Jardine, 1847) — Тринідад і Тобаго;
- X. s. jardinei (Dalmas, 1900) — північно-східна Венесуела (північний схід Ансоатегі, північ Монагасу, Сукре);
- X. s. margaritae Phelps & Phelps Jr, 1949 — острів Маргарита.

## Поширення і екологія
Північні кокоа мешкають в Гватемалі, Гондурасі, Нікарагуа, Коста-Риці, Панамі, Колумбії, Венесуелі та на Тринідаді і Тобаго. Вони живуть у вологих і сухих рівнинних тропічних лісах, в гірських тропічних лісах, мангрових лісах, в сухих чагарникових заростях і на плантаціях. Зустрічаються на висоті до 2400 м над рівнем моря, переважно на висоті до 700 м над рівнем моря. Живляться переважно комахами. Гніздяться в дуплах деревах або в трухлявих пнях. В кладці 2 білих яйця.